# Laurence Clerc
Laurence Clerc est une productrice de cinéma français. Elle est la cofondatrice avec Olivier Thery-Lapiney de la société de production Alcatraz Films (société). Elle est née le 23 mars 1972. 
Elle est préalablement Directrice Générale de RF2K (2002-2006) et de Fidélité Productions (2007-2011). 
Laurence Clerc est diplômée de Columbia Law School de New York en 1998, de l'Institut d'Etudes Politiques de Paris en 1996 et titulaire d'une maîtrise de droit public de l'Université Panthéon-Assas de Paris en 1995.

## Filmographie
- 2013 : Les Salauds de Claire Denis - Un Certain Regard, Festival de Cannes 2013
- 2013 : La Vie d'Adèle : Chapitres 1 et 2 de Abdellatif Kechiche - Palme d'Or, Festival de Cannes 2013
- 2016 : Godless de Ralitza Petrova - Léopord d'Or, Festival de Locarno 2016
- 2016 : Paula de Christian Schwochow - Piazza Grande, Festival de Locarno 2016
- 2016 : Sieranevada de Cristi Puiu - Compétition Officielle, Festival de Cannes 2016
- 2018 : High Life de Claire Denis - Gala de Présentation, Festival de Toronto 2018
- Luz de Flora Lau - en post-production